# Казаркино
Каза́ркино (рос. Казаркино) — село у складі Макушинського округу Курганської області, Росія. 
Населення — 477 осіб (2010, 690 у 2002).
Національний склад станом на 2002 рік:
- росіяни — 94 %